# Stefan Radomski (dyplomata)
Stefan Radomski (ur. 30 maja 1946 w Płocku) – polski handlowiec i dyplomata, ambasador RP w Turkmenistanie (2009–2012).

## Życiorys
Na Uniwersytecie Gdańskim uzyskał tytuł magistra ekonomii o specjalności ekonomika handlu zagranicznego, zaś na Wydziale Chemicznym Politechniki Gdańskiej inżyniera. Karierę zawodową rozpoczął w 1972. Pracował w instytucjach i przedsiębiorstwach związanych z gospodarką (m.in. Petrochemii Płock).
W latach 1991–1996 był radcą handlowym w Konsulacie Generalnym RP w Sydney. W latach 1996–2004 prowadził własną działalność. W latach 2004–2007 jako radca piastował stanowisko zastępcy kierownika placówki w Stałym Przedstawicielstwie RP przy Biurze NZ w Wiedniu. Jednocześnie kierował zespołem ds. UNIDO. Od 2008 do 2010 pracował w Ministerstwie Rolnictwa. 18 czerwca 2010 został mianowany ambasadorem RP w Turkmenistanie. Kadencję zakończył w 2012 zamknięciem ambasady. Powrócił do pracy w sektorze prywatnym.
Zna języki: angielski, rosyjski i niemiecki.